# Hirczyczna
Hirczyczna (ukr. Гірчична, pol. Gorczyczna) – wieś na Ukrainie w rejonie dunajowieckim należącym do obwodu chmielnickiego. 

## Dwór
W Gorczycznej znajdował się parterowy dwór nakryty wysokim czterospadowym dachem.